# أحمد جلال الدين باشا
أحمد جلال الدين باشا (بالتركية: Ahmet Celalettin Paşa) هو جندي ورئيس المخابرات الحميدية العثمانية في زمن السلطان عبد الحميد الثاني من أصل شركسي، لا يُعرف متى ولد وهو من أصدقاء الطفولة للسلطان عبد الحميد الثاني، كانت وظيفته هي منع أنشطة منظمة تركيا الفتاة واعضاء المنظمة الذين فروا إلى أوروبا ومصر، قام أحمد جلال الدين في عام 1897م في كونتراكسفيل بأبرام اتفاق ضمن من خلاله عودة مجموعة من أعضاء المنظمة وأغلاق بعض الصحف الذي تديرها المنظمة، ذهب لاحقاً للإنضمام للحركة المعارضة وأستقرَ في باريس وقدم دعمًا ماليًا للمنظمة، تقول بعض المصادر أن أحمد جلال الدين لم يذهب للمعارضة وأن كل هذا كان عبارة عن خطة.